# Rethwischs hus

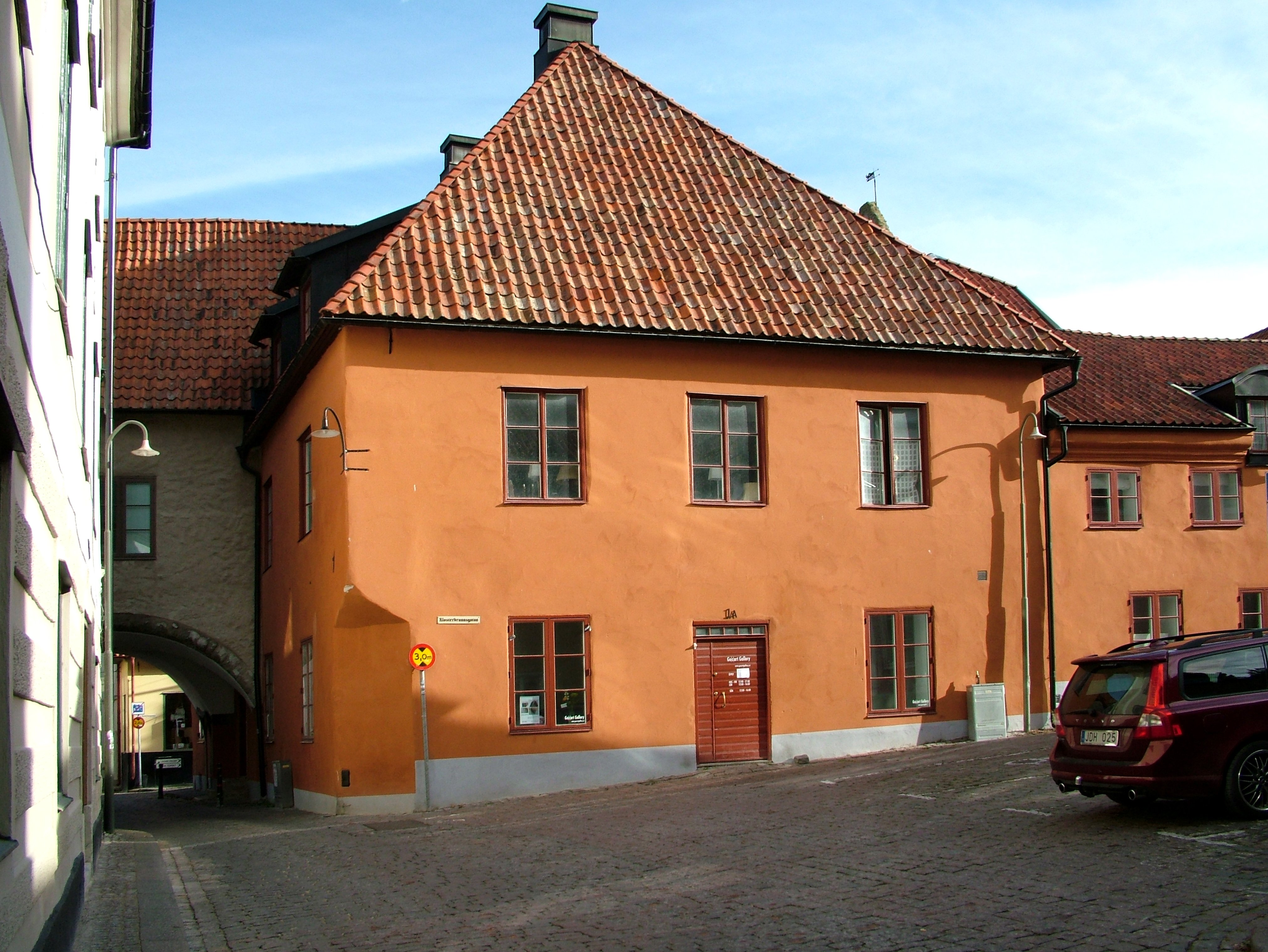
Rethwischs hus.

Rethwischs hus (Sankt Hansgatan 36) är en medeltida byggnad i Visby.
Rethwischs hus präglas av ombyggnader omkring 1770. Dess östra del består av två medeltida packhus, ursprungligen troligen åtskiljda av en gränd. Det norra huset är det hittills äldsta kända privathuset i Visby, daterat till omkring 1225. Två idag igensatta portar har lett in till en välvd högkällare i två plan. Det södra huset troligen från samma tid. Det har en igensatt port som tidigare öppnade sig mot en högkällare. Båda husen är bevarade upp till två plan över källarna. Ett tunnvalv i det nuvarande huset mellan de båda byggnaderna är sannolikt rester av ett valvhus från medeltiden över en igenlagd gränd mellan husen. Sedan har ytterligare ett valvhus byggts från de båda packhusen över Sankt Hansgatan till ett medeltida stenhus på Sankt Hansgatans västra sida.